# Mörtgölen (Dalhems socken, Småland)
Mörtgölen är en sjö i Västerviks kommun i Småland och ingår i Storån-Botorpsströmmens kustområde.